# Дулене
Дулене је насељено место града Крагујевца у Шумадијском округу. Према попису из 2022. има 68 становника (према попису из 2011. било је 153 становника). Насеље је основано средином 18. века. Село се дуго времена налазило у Моравичком округу и Левачком срезу.
Часопис "Нова економија" је 2016. године уврстио Дулене у десет најлепших села у Србији.

## Историја
Након Другог српског устанка Дулене улази у састав Кнежевине Србије и административно је припадало Јагодинској нахији и Левачкој кнежини све до 1834. године када је Србија подељена на сердарства. Почетком 20 века, Дулене се налазило у оквиру општине Велике Пчелице, да би 1912. била основана нова Дуленска општина којој је припало Дулене.
Према најранијим подацима о овом селу, током 1818. у Дулену је било 12 кућа и 34 арачких глава, након тога, број становника је био у сталном порасту.
Током Априлског рата, изнад Дулена је оборен југословенски ловац Хокер фјури, који се налазио у саставу 110. ловачке ескадриле. Његов пилот Ото Сеп је том приликом страдао, и мештани су га сахранили у Дулену.
Током Другог светског рата у Дуленима је 16. септембра 1941. године Главни штаб Народноослободилачких партизанских одреда Србије одржао саветовање, познато као Саветовање у Дуленима. Овом саветовању су присуствовали, поред чланова Главног штаба, команданти и политички комесари партизанских одреда из Поморавља и централне Србије. На саветовању су донесене одлуке о организацији и формацији партизанских одреда, као и о начину садејства између одреда ради стварања јединствене ослобођене територије.
Током 1964. преграђивањем Дуленске реке ради водоснабдевања Крагујевца, створено је Дуленско језеро, међутим током деведесетих оно је највећим делом затрпано.
Споменик страдалом пилоту из Априлског рата, Отоу Сепу, подигнут је 2021. године, а самом догађају су осим мештана присуствовали представници Војске Србије, градоначелник Крагујевца Никола Дашић и представници СУБНОР-а. Споменик је подигнут на иницијативу локалне месне заједнице Дулене, уз подршку СУБНОР-а и града Крагујевца.

## Географија
Дулене се дели на следеће засеоке: Старо село, Криву косу, Лису, Осоје, Центар села, Горњу малу и Матинац.
Географски се налази на обронцима Гледићких планина, у клисури Дуленске реке. Овде се налази и Дуленски црни врх, који је највиша тачка на Гледићким планинама која се налази на подручју Крагујевца.

## Културна баштина
У селу Дулене куће старе шумадијске архитектуре грађене у претходна два века представљају бисер старе градње мало сачуване на територији Шумадије. Реткост је да у Дуленима осим кућа стабилније градње којих је свега око двадесетак има око сто осамдесет кућа направљених од блата и дрвета које су расуте свуда по селу и планинама. Оне подсећају на стари начин живљена у Шумадији и представљају добар пример очуване традиције становања у овом крају.

## Пољопривреда
Под њивама се налази 600,2 ha, воћњацима 180,54 ha, виноградима 2,32 ha, ливадама 469,79 ha, пашњацима 298,57 ha док остало земљиште заузима 25,66 ha.

## Знаменитости
- Кућа Војина и Живојина Павловића, споменик културе[13]
- Стара школа (ОШ „Нада Наумовић“, одељење Дулене)
- Дуленско језеро
- Дуленска река
- Дуленски Црни врх

## Манифестације и прославе
- Сеоска слава Свети Сава
- Литије, Бели четвртак
- Дуленски МТБ Маратон
- Дуленска гулашијада Госпојински котлић
- Дуленска штрапаријада и фијакеријада

## Демографија
У насељу Дулене живи 213 пунолетних становника, а просечна старост становништва износи 62,4 година (60,5 код мушкараца и 64,4 код жена). У насељу има 119 домаћинстава, а просечан број чланова по домаћинству је 1,83.
Ово насеље је великим делом насељено Србима (према попису из 2002. године), а у последња три пописа, примећен је пад у броју становника.
|             | \| Демографија[14] \| Демографија[14] \| Демографија[14] \| \| Година \| Становника \| Становника \| \| --------------- \| --------------- \| --------------- \| \| 1948. \| 1.155 \| \| \| 1953. \| 1.139 \| \| \| 1961. \| 987 \| \| \| 1971. \| 716 \| \| \| 1981. \| 450 \| \| \| 1991. \| 287 \| 285 \| \| 2002. \| 218 \| 224 \| \| 2011. \| 153 \| \| \| 2022. \| 68 \| \| |            |
| Демографија | |            |
| Година      | Становника | Становника |
| 1948.       | 1.155 |            |
| 1953.       | 1.139 |            |
| 1961.       | 987 |            |
| 1971.       | 716 |            |
| 1981.       | 450 |            |
| 1991.       | 287 | 285        |
| 2002.       | 218 | 224        |
| 2011.       | 153 |            |
| 2022.       | 68 |            |

| Етнички састав према попису из 2002.‍ | Етнички састав према попису из 2002.‍ | Етнички састав према попису из 2002.‍ | Етнички састав према попису из 2002.‍ | Етнички састав према попису из 2002.‍ |
| ------------------------------------ | ------------------------------------ | ------------------------------------ | ------------------------------------ | ------------------------------------ |
|                                      |                                      |                                      |                                      |                                      |
| Срби                                 | Срби                                 |                                      | 216                                  | 99,08%                               |
| Украјинци                            | Украјинци                            |                                      | 1                                    | 0,45%                                |
| непознато                            | непознато                            |                                      | 1                                    | 0,45%                                |

| Дулене у пописима Јагодинске нахије — од 1818. до 1829.                           |       |       |       |       |       |       |          |       |       |       |       |       |
| Година пописа                                                                     | 1818. | 1819. | 1820. | 1821. | 1822. | 1823. | 1824/25. | 1825. | 1826. | 1827. | 1828. | 1829. |
| Куће                                                                              | 12    | 15    | -     | 16    | 14    | 14    | 16       | 16    | 16    | 16    | 16    | 16    |
| Пореске главе*                                                                    | -     | 21    | -     | 15    | 15    | 18    | 19       | 18    | 18    | 19    | 20    | 20    |
| Арачке главе**                                                                    | 34    | 45    | -     | 43    | 45    | 45    | 44       | 42    | 49    | 51    | 51    | 52    |
| *Пореске главе = Ожењени мушкарци \| ** Арачке главе = Мушкарци од 7 до 70 година |       |       |       |       |       |       |          |       |       |       |       |       |

| Година пописа     | 1948. | 1953. | 1961. | 1971. | 1981. | 1991. | 2002. |
| ----------------- | ----- | ----- | ----- | ----- | ----- | ----- | ----- |
| Број домаћинстава | 164   | 176   | 216   | 200   | 168   | 139   | 119   |

| Број чланова      | 1  | 2  | 3  | 4 | 5 | 6 | 7 | 8 | 9 | 10 и више | Просек |
| ----------------- | -- | -- | -- | - | - | - | - | - | - | --------- | ------ |
| Број домаћинстава | 46 | 54 | 14 | 4 | 0 | 1 | 0 | 0 | 0 | 0         | 1,83   |

| Пол    | Укупно | Неожењен/Неудата | Ожењен/Удата | Удовац/Удовица | Разведен/Разведена | Непознато |
| ------ | ------ | ---------------- | ------------ | -------------- | ------------------ | --------- |
| Мушки  | 108    | 22               | 69           | 12             | 5                  | 0         |
| Женски | 107    | 3                | 63           | 39             | 1                  | 1         |
| УКУПНО | 215    | 25               | 132          | 51             | 6                  | 1         |

| Пол    | Укупно                    | Пољопривреда, лов и шумарство | Рибарство                            | Вађење руде и камена | Прерађивачка индустрија       |
| ------ | ------------------------- | ----------------------------- | ------------------------------------ | -------------------- | ----------------------------- |
| Мушки  | 59                        | 46                            | 0                                    | 0                    | 6                             |
| Женски | 38                        | 32                            | 0                                    | 0                    | 2                             |
| УКУПНО | 97                        | 78                            | 0                                    | 0                    | 8                             |
| Пол    | Производња и снабдевање   | Грађевинарство                | Трговина                             | Хотели и ресторани   | Саобраћај, складиштење и везе |
| Мушки  | 1                         | 1                             | 3                                    | 0                    | 1                             |
| Женски | 0                         | 0                             | 3                                    | 0                    | 0                             |
| УКУПНО | 1                         | 1                             | 6                                    | 0                    | 1                             |
| Пол    | Финансијско посредовање   | Некретнине                    | Државна управа и одбрана             | Образовање           | Здравствени и социјални рад   |
| Мушки  | 0                         | 0                             | 0                                    | 0                    | 1                             |
| Женски | 0                         | 0                             | 0                                    | 0                    | 1                             |
| УКУПНО | 0                         | 0                             | 0                                    | 0                    | 2                             |
| Пол    | Остале услужне активности | Приватна домаћинства          | Екстериторијалне организације и тела | Непознато            | Непознато                     |
| Мушки  | 0                         | 0                             | 0                                    | 0                    | 0                             |
| Женски | 0                         | 0                             | 0                                    | 0                    | 0                             |
| УКУПНО | 0                         | 0                             | 0                                    | 0                    | 0                             |

## Галерија
- Клисура реке Дуленке, позиција Вис
- Поглед са Расје
- Шљива ранка, Дулене
- Поглед на центар села са Матинца
- Прњавор поток улива у Дуленку
- Доња мала
- Поглед са Црног врха (897 м)
- Етно кућа Гајић, најлепше етно двориште у централној Србији 2016
- Река Дуленка
- Стара кућа у горњој мали
- Поглед са Виса на Матинац, Лису и центар села
- преливи код бране Дуленског језера, звани дуленске Плитвице